# Karol Modzelewski

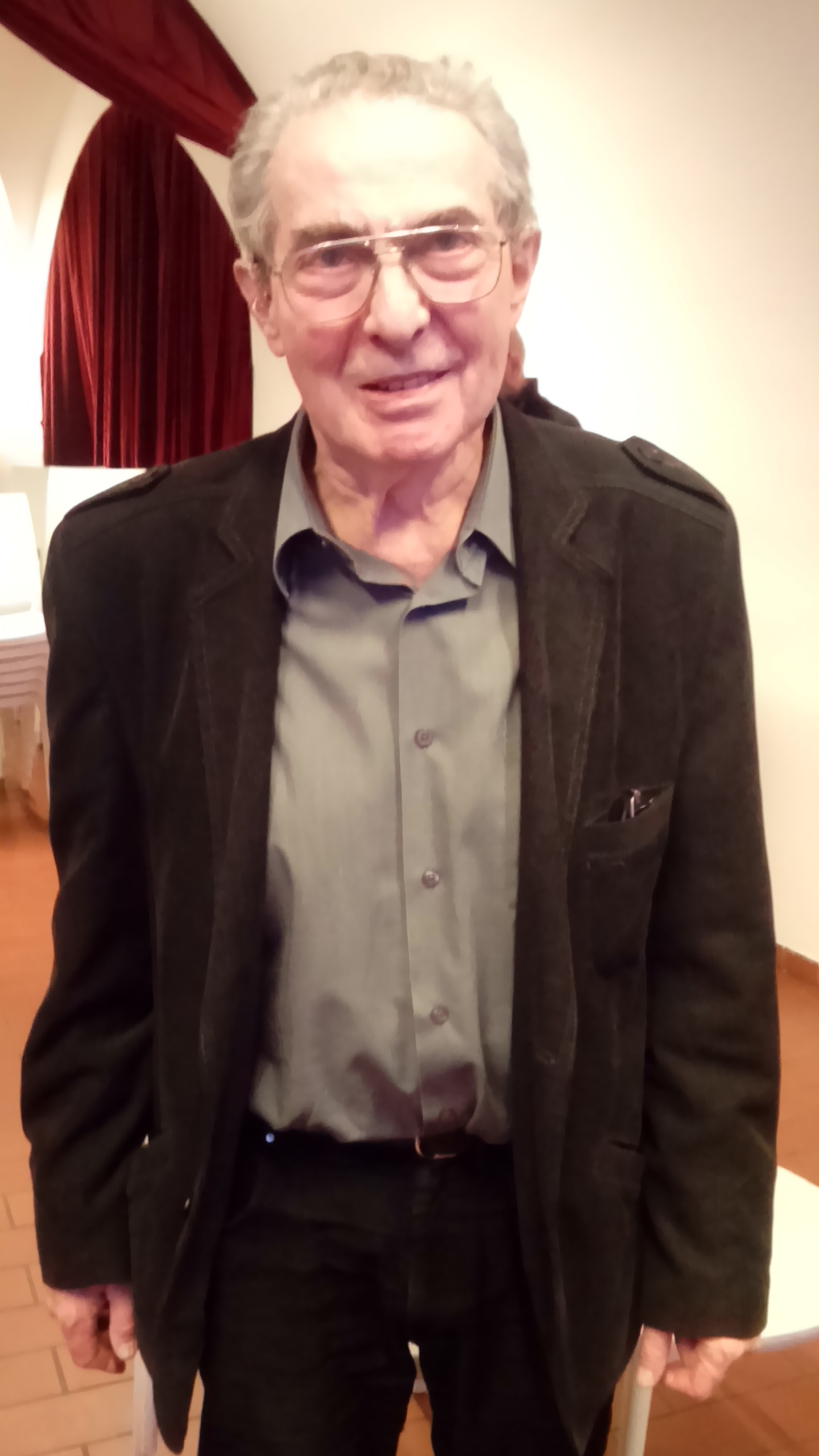
Karol Modzelewski

Karol Cyryl Modzelewski (23. listopadu 1937 Moskva – 28. dubna 2019 Varšava) byl polský historik, medievalista, profesor humanitních oborů, opoziční aktivista během Polské lidové republiky, senátor prvního období, Rytíř Řádu Bílého orla.

## Život
Narodil se jako Cyril Budniewicz roku 1937 v Moskvě, během vrcholu Velké čistky. Jeho otec, podpraporčík Vysoké důstojnické školy, byl krátce po narození syna zatčen a odsouzen na 8 let v pracovním táboře. Již dříve byl zatčen dědeček, který byl inženýr a bývalý menševik. Cyrilova matka, Natalia Wilderová, překladatelka a literární vědkyně, absolventka literárního institutu Maxima Gorkého v Moskvě, se poté v roce 1939 provdala za polského komunistického aktivistu Zygmunta Modzelewskiho, který až do roku 1937 žil v exilu ve Francii. I on však byl v letech 1937–1939 byl podroben represím a uvězněn v Sovětském svazu.
Po propuštěni z gulagu a vypuknutí německo-sovětské války Zygmunt Modzelewski působil v komunistickém Svazu polských vlastenců. Od roku 1944 byl v Moskvě velvyslancem komunistického polského Výboru národního osvobození a v roce 1947 se stal ministrem zahraničních věcí Polské lidové republiky. Cyryl Budniewicz dostal příjmení adoptivního otce a začal používat jméno Karol Modzelewski. V roce 1941 navštěvoval školu pro ruské politické exulanty v Gorkém u Moskvy. V roce 1945 odešel do Polska, teprve pak se začal učit polštinu. V roce 1954 zemřel jeho adoptivní otec Zygmunt Modzelewski, který byl od roku 1951 zbaven politického vlivu.
V roce 1954 též absolvoval střední školu a téhož roku začal studovat historii na univerzitě ve Varšavě. Zde se setkal se skupinou mladých historiků, jako byli, mimo jiné, Jacek Kuroń, Andrzej Garlicki, Andrzej Krzysztof Wróblewski, Krzysztof Pomian či Teresa Monasterská, s níž se zapojil v roce 1956 do studentského hnutí revisionistů. V jeho rámci byl zodpověden za kontakty s mladými dělníky. V roce 1959 absolvoval na Varšavské univerzitě, jako student Alexandra Gieysztora. V letech 1962–1964 působil jako asistent a doktorand na Ústavu dějin varšavské univerzity.
V březnu 1957 vstoupil do vládnoucí Polské sjednocené dělnické strany. V roce 1964 byl spolu s Jackem Kuroněm vyloučen ze strany, pak také ze Svazu socialistické mládeže. V reakci na vyloučení oba napsali „otevřený dopis straně“, ve kterém kritizovali politickou linii komunistické strany a navrhovali změny. Po tomto kroku byl vyloučen z doktorského studia a vyhozen práce. Nakonec byl v roce 1965 odsouzen k 3,5 letům vězení. Po dvou letech a pěti měsících ve vězení byl podmínečně propuštěn, dne 3. srpna 1967. V březnu 1968 se zúčastnil studentských protestů, za což byl v roce 1969 znovu odsouzen ke 3,5 letům vězení. Propuštěn byl v září 1971.
V letech 1972–1983 byl zaměstnán v Ústavu dějin hmotné kultury Polské akademie věd ve Vratislavi. V roce 1974 získal doktorát na základě práce „Hospodářská organizace Piastovského státu“ a o čtyři roky později získal doktorát za práci věnovanou raně středověké Itálii.
V roce 1980 vstoupil do Nezávislých samosprávných odborů „Solidarita“. Modzelewski byl dokonce autorem názvu této organizace.
Byl členem prezidia Mezitovárního výboru svazů Dolního Slezska. Po vyhlášení stanného práva 13. prosince 1981 byl internován. V září 1982 byl oficiálně zatčen a obviněn z pokusu o svržení komunistického režimu. 6. srpna 1984 byl propuštěn na amnestii.
V roce 1989 byl pozván na dvouměsíční sérii přednášek na Collège de France, ale bylo to zamítnuto z politických důvodů. Ve stejném roce, v souvislosti se změnami ve společnosti, se však vrátil ke své vědecké práci.
Do roku 1992 pracoval v Ústavu dějin Polské akademie věd, v roce 1990 získal titul profesora.
V letech 1992–1994 byl zaměstnán v Ústavu dějin na univerzitě ve Vratislavi. Od roku 1994 působil jako profesor v Ústavu dějin na univerzitě ve Varšavě. Stal se členem Polské akademie věd, v prosinci 2006 byl jmenován jejím viceprezidentem. Působil též ve Varšavské vědecké společnosti.
V letech 1989-1991 byl zvolen ve Vratislavském vojvodství za senátora, a to v prvním funkčním období Senátu Třetí Polské republiky. Založil politickou stranu "Solidarność Pracy", později se stal čestným předsedou strany "Unia Pracy". V roce 1995 ukončil svoji činnost v polské politice, ale stále ji komentuje a občas do ní i zasahuje: V roce 2005 byl například členem volební komise Włodzimierze Cimoszewicze v prezidentských volbách.
V roce 1998 mu byl, společně s Jackem Kuroněm, udělen Řád bílé orlice.
Kromě mnoha vědeckých prací, Karol Modzelewski napsal v roce 2013 autobiografii pod názvem upomínajícím na Majakovského (("Клячу истории загоним" (Левый марш)): Zajeździmy kobyłę historii: wyznania poobijanego jeźdźca (Zaženem dějin klisny!: vyznání potlučeného jezdce).